# Andrena ziminae
Andrena ziminae är en biart som beskrevs av Osytshnjuk 1986. Andrena ziminae ingår i släktet sandbin, och familjen grävbin. Inga underarter finns listade i Catalogue of Life.